# Gábor Árva
Gábor Árva es un deportista húngaro que compitió en piragüismo en la modalidad de aguas tranquilas. Ganó dos medallas en el Campeonato Mundial de Piragüismo de 1975.

## Palmarés internacional
| Campeonato Mundial | Campeonato Mundial    | Campeonato Mundial | Campeonato Mundial |
| Año                | Lugar                 | Medalla            | Evento             |
| ------------------ | --------------------- | ------------------ | ------------------ |
| 1975               | Belgrado (Yugoslavia) | Medalla de bronce  | C2 500 m           |
| 1975               | Belgrado (Yugoslavia) | Medalla de oro     | C2 1000 m          |